# Hecatompos
Hecatompos o Hecatomnos (en llatí Hecatomnus, en grec antic Ἑκατόμνος) va ser un dinasta de Cària (circa el 395 aC-377 aC) fill d'Hisàldom (Hyssaldomus), governant local de Milasa, que va ser nomenat sàtrapa pel rei Artaxerxes III de Pèrsia amb el comandament de les forces navals que probablement per mediació de Evàgores I de Salamina de Xipre, havien de donar suport als atenencs, i que va participar amb Farnabazos II a la batalla de Cnidos l'any 394 aC.
Evàgores ja havia demanat l'ajut persa en un conflicte amb un dels petits regnes de Xipre i amb el suport d'aquesta flota va estendre en poc temps el seu domini sobre diversos petits regnes veïns. Teopomp de Quios diu que Pèrsia va decidir finalment enderrocar a Evàgores, però no es va trobar en disposició de fer-ho fins després de la pau d'Antàlcides el 387 aC, ja que la flota d'Evàgores s'havia reforçat molt i fins i tot va arribar a saquejar la costa de Fenícia i va ajudar els cilicis en una revolta contra Pèrsia i segons Isòcrates d'Atenes i Diodor de Sicília es va apoderar fins i tot de Tir. Sembla que Hecatompos no va facilitar la feina als perses i fins i tot va donar suport secretament a Evàgores I amb diners per contractar mercenaris.
Com que això no es va saber, segurament per la descomposició de l'Imperi Aquemènida, i el 385 aC es va fer la pau amb el rei de Salamina, Hecatomnos va seguir en possessió de la satrapia com un virtual sobirà independent fins que va morir aproximadament el 377 aC (Isòcrates diu que era viu el 380 aC).
Va deixar tres fills: Mausol, Idrieu i Pixòdar, tots els quals el van succeir posteriorment, el primer en fer-ho va ser Mausol (377 aC-353 aC). També va deixar dues filles, Artemísia II i Ada de Cària que segons el costum asiàtic es van casar amb els seus germans Mausol i Idrieu, segons diu Estrabó.
Hecatomnos era nadiu de Mylasa i va fer aquesta ciutat la seu del seu govern. Va emetre monedes amb la figura del Zeus Labrandenos (de Labranda) que portava el nom d'un famós temple de Mylasa.